# Église Notre-Dame-de-l'Assomption de Lapanouse
L'église Notre-Dame-de-l'Assomption de Lapanouse est une église située en France sur la commune de Lapanouse, dans le département de l'Aveyron en région Occitanie.
Elle fait l’objet d'une inscription au tire des monuments historiques depuis le 8 décembre 1927.

## Localisation
L'église est située sur la commune de Lapanouse, dans le département français de l'Aveyron.

## Historique
L'édifice est inscrit au titre des monuments historiques en 1927.